# Carlo Alberto d'Asburgo-Teschen
Carlo Alberto d'Asburgo-Teschen, nome completo Carlo Alberto Nicola Leone Graziano d'Asburgo-Teschen (Pola, 18 dicembre 1888 – Stoccolma, 17 marzo 1951), fu un membro della casata degli Asburgo.

## Biografia
Carlo Alberto, arciduca d'Austria, era il primogenito di Carlo Stefano d'Asburgo-Teschen, ammiraglio, e di Maria Teresa d'Asburgo-Toscana. I nonni paterni e materni erano rispettivamente Carlo Ferdinando d'Asburgo-Teschen ed Elisabetta Francesca d'Asburgo-Lorena figlia del palatino d'Ungheria Giuseppe Antonio Giovanni d'Asburgo-Lorena, e Carlo Salvatore d'Asburgo-Toscana e Maria Immacolata di Borbone-Due Sicilie.
Educato presso l'accademia militare di Wiener Neustadt, servì come ufficiale dell'esercito austro-ungarico raggiungendo il grado di colonnello d'artiglieria. In particolare servì in Galizia e Bucovina durante la prima guerra mondiale. Nel 1910 divenne cavaliere dell'ordine del Toson d'oro.
Dopo il crollo dell'impero austro-ungarico si stabilì in Polonia, dove, come il fratello Leone Carlo, servì nell'esercito polacco, combattendo anche durante la guerra russo-polacca del 1918. Durante l'occupazione nazista della Polonia, Carlo Alberto, il quale aveva mutato il suo nome in Karol Olbracht Habsburg-Lotaryński, dichiarò nazionalità polacca e nel novembre 1939, quale ufficiale polacco, fu imprigionato dalla Gestapo a Cieszyn e torturato, i suoi beni confiscati. Lasciò la prigione cieco da un occhio e in parte paralizzato e venne internato nel campo di lavoro di Strausberg. Dopo la liberazione, con l'avvento dei sovietici, i suoi beni furono nuovamente confiscati e Carlo Alberto andò in esilio in Svezia, spegnendosi a Stoccolma nel 1951, a 62 anni.

## Famiglia e discendenza
L'8 novembre 1920 sposò morganaticamente Alice Elisabeth Ankarcrona (Tullgarn, presso Trosa, 18 dicembre 1889 - Saltsjöbaden, presso Stoccolma, 26 novembre 1985) nel castello di Żywiec, in Polonia. Alice, che divenne principessa di Altenburg il 15 dicembre 1949, era figlia del conte Oscar Carl Gustav Ankarcrona e di sua moglie Anna Elisabeth Aurora Carleson.
Ebbero quattro figli:
- Karl-Stefan Maximilian Ferdinand Narcissus Maria Prinz von Altenburg (Balice, 29 ottobre 1921 - ); sposò a Ginevra la sua prima cugina Maria-Louise Victoria Katharina Elisabeth af Petersens, figlia August af Petersens e di Victoria (Vera) Ankarcrona, ed ebbero due figli:
  - Maria-Christina Ninfa Renata Margarita Isabella Clara Eugenia Anselma Prinzessin of Altenburg (21 aprile 1953 -), nubile
  - Karl-Albrecht Ferdinand Leopold Philipp Joseph Rafael Maria Prinz von Altenburg (24 ottobre 1956 - 26 maggio 1957)
- Maria-Christina Immaculata Elisabeth Renata Alice Gabriela Prinzessin von Altenburg (8 dicembre 1923 – 2 ottobre 2012), nubile.
- Karl-Albrecht Maximilian Leo Maria Dominic Prinz von Altenburg (4 agosto 1926 - 19 dicembre 1928)
- Renata Maria Theresia Alice Elisabeth Prinzessin von Altenburg (13 aprile 1931 -), sposò a Stoccolma il diplomatico spagnolo Eduardo de Zulueta y Dato.

## Ascendenza
|                                            |                              |                                             | Genitori                                |  |  | Nonni |  |  | Bisnonni                |  |  | Trisnonni                    |  |
|                                            |                              |                                             |                                         |  |  |       |  |  | Carlo d'Asburgo-Teschen |  |  | Leopoldo II d'Asburgo-Lorena |  |
|                                            |                              |                                             |                                         |  |  |       |  |  | Carlo d'Asburgo-Teschen |  |  | Leopoldo II d'Asburgo-Lorena |  |
|                                            |                              | Maria Luisa di Borbone-Spagna               |                                         |  |  |       |  |  | Carlo d'Asburgo-Teschen |  |  |                              |  |
| Carlo Ferdinando d'Asburgo-Teschen         |                              |                                             |                                         |  |  |       |  |  | Carlo d'Asburgo-Teschen |  |  |                              |  |
|                                            |                              | Enrichetta di Nassau-Weilburg               | Federico Guglielmo di Nassau-Weilburg   |  |  |       |  |  |                         |  |  |                              |  |
|                                            |                              | Enrichetta di Nassau-Weilburg               | Federico Guglielmo di Nassau-Weilburg   |  |  |       |  |  |                         |  |  |                              |  |
|                                            |                              | Enrichetta di Nassau-Weilburg               | Luisa Isabella di Kirchberg             |  |  |       |  |  |                         |  |  |                              |  |
| Carlo Stefano d'Asburgo-Teschen            |                              | Enrichetta di Nassau-Weilburg               |                                         |  |  |       |  |  |                         |  |  |                              |  |
|                                            |                              | Federico Guglielmo di Nassau-Weilburg       | Carlo Cristiano di Nassau-Weilburg      |  |  |       |  |  |                         |  |  |                              |  |
|                                            |                              | Federico Guglielmo di Nassau-Weilburg       | Carlo Cristiano di Nassau-Weilburg      |  |  |       |  |  |                         |  |  |                              |  |
|                                            |                              | Federico Guglielmo di Nassau-Weilburg       | Maria Luisa di Borbone-Spagna           |  |  |       |  |  |                         |  |  |                              |  |
| Enrichetta di Nassau-Weilburg              |                              | Federico Guglielmo di Nassau-Weilburg       |                                         |  |  |       |  |  |                         |  |  |                              |  |
|                                            |                              | Luisa Isabella di Kirchberg                 | Guglielmo Giorgio di Kirchberg          |  |  |       |  |  |                         |  |  |                              |  |
|                                            |                              | Luisa Isabella di Kirchberg                 | Guglielmo Giorgio di Kirchberg          |  |  |       |  |  |                         |  |  |                              |  |
|                                            |                              | Luisa Isabella di Kirchberg                 | Isabella Augusta di Reuss-Greiz         |  |  |       |  |  |                         |  |  |                              |  |
| Carlo Alberto d'Asburgo-Teschen            |                              | Luisa Isabella di Kirchberg                 |                                         |  |  |       |  |  |                         |  |  |                              |  |
|                                            | Leopoldo II d'Asburgo-Lorena | Francesco I di Lorena                       |                                         |  |  |       |  |  |                         |  |  |                              |  |
|                                            | Leopoldo II d'Asburgo-Lorena | Francesco I di Lorena                       |                                         |  |  |       |  |  |                         |  |  |                              |  |
|                                            | Leopoldo II d'Asburgo-Lorena | Maria Teresa d'Austria                      |                                         |  |  |       |  |  |                         |  |  |                              |  |
| Giuseppe Antonio Giovanni d'Asburgo-Lorena | Leopoldo II d'Asburgo-Lorena |                                             |                                         |  |  |       |  |  |                         |  |  |                              |  |
|                                            |                              | Maria Luisa di Borbone-Spagna               | Carlo III di Spagna                     |  |  |       |  |  |                         |  |  |                              |  |
|                                            |                              | Maria Luisa di Borbone-Spagna               | Carlo III di Spagna                     |  |  |       |  |  |                         |  |  |                              |  |
|                                            |                              | Maria Luisa di Borbone-Spagna               | Maria Amalia di Sassonia                |  |  |       |  |  |                         |  |  |                              |  |
| Elisabetta Francesca d'Asburgo-Lorena      |                              | Maria Luisa di Borbone-Spagna               |                                         |  |  |       |  |  |                         |  |  |                              |  |
|                                            |                              | Ludovico Federico Alessandro di Württemberg | Federico II Eugenio di Württemberg      |  |  |       |  |  |                         |  |  |                              |  |
|                                            |                              | Ludovico Federico Alessandro di Württemberg | Federico II Eugenio di Württemberg      |  |  |       |  |  |                         |  |  |                              |  |
|                                            |                              | Ludovico Federico Alessandro di Württemberg | Federica Dorotea di Brandeburgo-Schwedt |  |  |       |  |  |                         |  |  |                              |  |
| Maria Dorotea di Württemberg               |                              | Ludovico Federico Alessandro di Württemberg |                                         |  |  |       |  |  |                         |  |  |                              |  |
|                                            |                              | Enrichetta di Nassau-Weilburg               | Carlo Cristiano di Nassau-Weilburg      |  |  |       |  |  |                         |  |  |                              |  |
|                                            |                              | Enrichetta di Nassau-Weilburg               | Carlo Cristiano di Nassau-Weilburg      |  |  |       |  |  |                         |  |  |                              |  |
|                                            |                              | Enrichetta di Nassau-Weilburg               | Carolina d'Orange-Nassau                |  |  |       |  |  |                         |  |  |                              |  |
|                                            |                              | Enrichetta di Nassau-Weilburg               |                                         |  |  |       |  |  |                         |  |  |                              |  |